# Aubade-habanera
Aubade-habanera est une mélodie d'Augusta Holmès composée en 1898.

## Composition
Augusta Holmès compose son Aubade-habanera en 1898, sur un poème qu'elle écrit elle-même. L'illustration est due à P. Borie. L'œuvre est publiée aux éditions Heugel.